# Ročinj
Ročinj – wieś w Słowenii, w gminie Kanal ob Soči. W 2018 roku liczyła 284 mieszkańców.